# Phil O'Donnell
Phillip O’Donnell (25. března 1972, Bellshill, Velká Británie – 29. prosince 2007, Wishaw, Velká Británie) byl skotský fotbalový záložník.

## Kariéra
První ligové kroky udělal O’Donnell v týmu Motherwell FC, se kterým dokázal vyhrát Skotský pohár a byl zvolen nejlepším mladým hráčem ve skotské lize. Jeho výkonů si všimlo vedení slavnějšího Celtic Glasgow a v roce 1994 jej angažovalo do svého týmu, kde vydržel následujících 5 let. Po těchto pěti letech odešel hrát poprvé mimo Skotsko a to do anglického Sheffield Wednesday FC. Zde však za 4 sezony odehrál pouze 20 zápasů a byl uvolněn jako volný hráč v roce 2003, kdy Sheffield sestoupil do nižší soutěže. Phil se vrátil do Motherwellu, kde hrál až do konce roku 2007. Vysloužil si zde i přezdívku "Strýček Phil", jelikož hrál ve stejném týmu, jako jeho synovec David Clarkson.

## Reprezentační kariéra
Phil za skotskou reprezentaci odehrál jeden zápas, za výběr do 21 let odehrál utkání 8.

## Smrt
O’Donnell zkolaboval během zápasu proti Dundee United FC pět minut před tím, co měl být střídán. Oživovací pokusy trvaly přímo na hřišti něco okolo pěti minut, než byl přenesen do připravené sanitky, která ho převezla do nemocnice v Wishaw. V 17:18 toho dne byl prohlášen za mrtvého. Bylo mu 35 let, měl ženu a čtyři děti. Příčinou smrti bylo selhání srdce.
Po jeho smrti přicházely do Motherwellu lítostné dopisy i od fanoušků z Koreje, Ukrajiny, přišly i dopisy od fanoušků klubu Sevilla FC, kde v létě 2007 stejným způsobem zemřel fotbalista Antonio Puerta. Většina zápasů skotské ligy byla zrušena, v jiných se držela minuta ticha, stejně tak i v lize anglické. Skotský útočník James McFadden uctil jeho památku vstřelením branky a vztyčením prstu k nebi při zápasu anglické Premier League mezi Evertonem a FC Middlesbrough. Ředitel Sevilla FC Ramon Rodríguez Monchi projevil lítost nad touto ztrátou a řekl, že jeho klub bude Motherwellu pomáhat, jak jen to půjde, jelikož si nedávno prožil stejnou tragédii.